# Bob Rozakis
Bob Rozakis, né Robert H. Rozakis le 4 avril 1951 à New York, est un scénariste et éditeur de bande dessinée américain d'origine grecque. Il est connu principalement pour son travail durant les années 1970 et 1980 chez DC Comics.

## Carrière
Rozakis fait ses débuts dans l'industrie du comics en rédigeant des lettres dans le comic book lettre columns et le Pro-zine The Amazing World of Comics entre 1974 et 1978. En plus de l'édition, Rozakis écrit pour la publication indépendante et supervise les mises en page de la plupart des comics qu'il écrit.
Il est aussi connu comme l'« homme de réponse » de la DC, car il a eu pour tache de répondre aux questions des lecteurs au Daily Planet vers la fin des années 1970 jusqu'au début des années 1990.
Il fait ses débuts en tant que scénariste dans Detective Comics #445 (Mars 1975), en signant la trame de The Touchdown Trap. Il contribue ensuite dans Action Comics, The Flash et Batman Family . Il était rédacteur en chef adjoint de Julius Schwartz sur les series Action Comics, Detective Comics et Superman. Ses écritures sont constituées en grande partie d'histoires d'arrière-plan, parus dans Action Comics mettant en vedette Air-wave, Aquaman, et Atom. Rozakis déclare en 2014 : « je ne me souviens pas comment nous nous sommes retrouvés avec ces trois-là. Peut-être tout simplement parce que leurs noms commencent par A, et ils sont tous publiés dans Action Comics. »
En 25 ans de carrière chez DC, il a écrit environ 400 histoires mettant en vedette des personnages majeurs.
En 1976, Rozakis et Paul Levitz co-écrivent un reboot de Teen Titans. Parmi les personnages qu'il a créé au cours de cette période, il y a Duela Dent, Bumblebee et la Calculette, un personnage qui, plus tard, jouera un rôle majeur dans la série limitée intitulée Identity crisis. Il crée aussi une nouvelle version de Batwoman et de Bat-Girl. Rozakis et Juan Ortiz ont conçu l'origine des Teen Titans dans le numéro 53 de la série.
Il crée avec Dan Spiegle le personnage Mister E dans Secrets of Haunted House #31 (Déc. 1980). Rozakis écrit sept histoires pour Whatever Happened..? parus dans DC Comics Présents en 1980 et 1981 et la mini-série Superman: The Secret Years en 1985. Il a également écrit l'adaptation en comic des films comme Rainbow Brite and the star Stealer (1985), Superman IV: The Quest for Peace (1987), et Bill & Ted's Excellent Adventure (1989). Il a été le rédacteur du comic strip The Superman Sunday Special pendant deux ans.
Son œuvre la plus connue apparaît dans les séries Mazing Man parues en 1986 mettant en vedette les mésaventures du héros Sigfried Horatio Intuition III, que Rozakis a co-créé avec l'artiste Stephen DeStefano. Les deux artistes réinventent le personnage dans Secret Origins #16 (juin 1987). Ils collaborent aussi ensemble pour la série Hero Hotline, sur lequel Rozakis s'occupe de la couleur.
Les travaux de Rozakis entre 1998 et 2000 sont composés de publications custom incluant les comics Celebrate The Century pour la United States Postal Service, ainsi que des publications pour Con Edison, les Giants de San Francisco et l'organisation des Nations Unies. En 2008, il commence l'écriture des séries de réalité alternative intitulées The Secret History of All-American Comics Inc. pour les magazines Alter Ego et Back Issue!.

### Production DC Comics
Entre 1981 et 1998, Rozakis travaille dans le département de production de DC en tant que directeur exécutif de production. Il est l'un des principaux promoteurs de l'informatisation de l'édition du comic, une évolution qui provoque une énorme amélioration dans la qualité visuelle des pages, permettant à DC de remporter des centaines de récompenses, et Rozakis lui-même remporte le statut de Publishing & Production Executive à deux reprises. En 2003, il annonce sa retraite de l'industrie du comic.

### Personnages créés
Quelques-uns des personnages que Bob Rozakis a créés :
- Duela Dent
- Noah Kuttler
- Karen Beecher
- Teen Titans
- Rebecca Langstrom
- 500-ZQ
- Mister E
- Madame Zodiac
- Siegfried Horatio Hunch 3
- Karl Courtney
- Anthony Gordon
- Darklight (new earth)
- V'lana (new earth)
- Barracuda
- Jason Jordan
- Martha Roberts
- Hero Hotline
- Loretta York
- Lori Elton
- Flamesplasher
- Sizematic
- Amber Joyce
- Quakemaster
- Sunset Gang
- Jinx II
- Ms.Terrific
- Captain Aero
- Power Sower
- Bumblebee
- La Calculette

## Vie privée
Rozakis est marié à l'écrivaine Laurie E. Rozakis, qui est également professeur d'anglais, experte en grammaire et auteure de plus de 100 livres. Elle a aussi coscénarisé avec Bob Rozakis un numéro de Detective Comics (#464, Oct. 1976). Ils ont aussi collaboré sur The Complete Idiot's Guide to Office Politics. Ils ont un fils, Charles Rozakis, qui a écrit sa thèse de l'Université de Princeton sur la viabilité de l'entreprise de bandes dessinées en ligne, ainsi qu'une fille, Samantha Rozakis. En 1973, Laurie Rozakis et Bob conduisaient la DC Comicmobile, un van qui vend des comics, à la manière des vendeurs de crème glacée.